# عماشية الأولى (عنافجة)
عماشية الأولى (بالفارسية: عماشیه یک) هي قرية وتقع في إيران في قسم عنافجة الريفي. يقدر عدد سكانها بـ 802 نسمة بحسب إحصاء 2016.